# Nikaragovski prekop
Nikaragovski prekop (ang. Nicaragua Interoceanic Grand Canal ali Nicaragua Grand Canal) je predlagani prekop v Nikaragvi, ki bi povezal Karibsko morje (Atlantski ocean) s Pacifikom, podobno kot Panamski prekop, le da se vodna pot bolj skrajša. V enem predlogu, bi se začel na vzhodni v pristanišču Bluefields, potem bi šel na zahod po eni od rek do Puerto Morrito, majhnega kraja na vzhodni strani Nikaragovskega jezera. Potem bi ladje prečkale jezero in vstopile v izkopani prekop do ožine Rivas in potem do pristanišča Brito, Rivas na Pacifiku.
Prekop z uporabo reke San Juan so predlagali že v času kolonizacij. Napoleon III. je napisal predlog v začetku 19. stoletja. ZDA so opustile načrt in so namesto tega zgradili Panamski prekop. V 1950ih so predlagali zgradnjo prekopa s pomočjo jedrskega orožja, vendar bi bil problem radioaktivnost.
Prekop bi bil trikrat daljši od Panamskega prekopa in približno enako dolg kot Sueški prekop, vendar bi bil Nikaragvski prekop precej zahtevnejši za izdelavo od obeh omenjenih.
Ker se svetovni ladijski promet stalno povečuje, se je ponovno pojavilo zanimanje za projekt. Junija 2013 je Državni zbor Nikaragve dal 50-letno koncesijo za izgradnjo in operiranje prekopa podjetju Hongkong Nicaragua Canal Development Investment Company (HKND Group). Izgradnja naj bi stala 40 milijard USD in bi trajala šest let, začela pa naj bi se leta 2014. Dela se do začetka leta 2018 še niso pričela, zato so analitiki označili projekt za propadel.